# Acanthodoris lutea
Acanthodoris lutea är en snäckart som beskrevs av Frank Mace MacFarland 1925. Acanthodoris lutea ingår i släktet Acanthodoris och familjen Onchidorididae. Inga underarter finns listade i Catalogue of Life.

## Bildgalleri

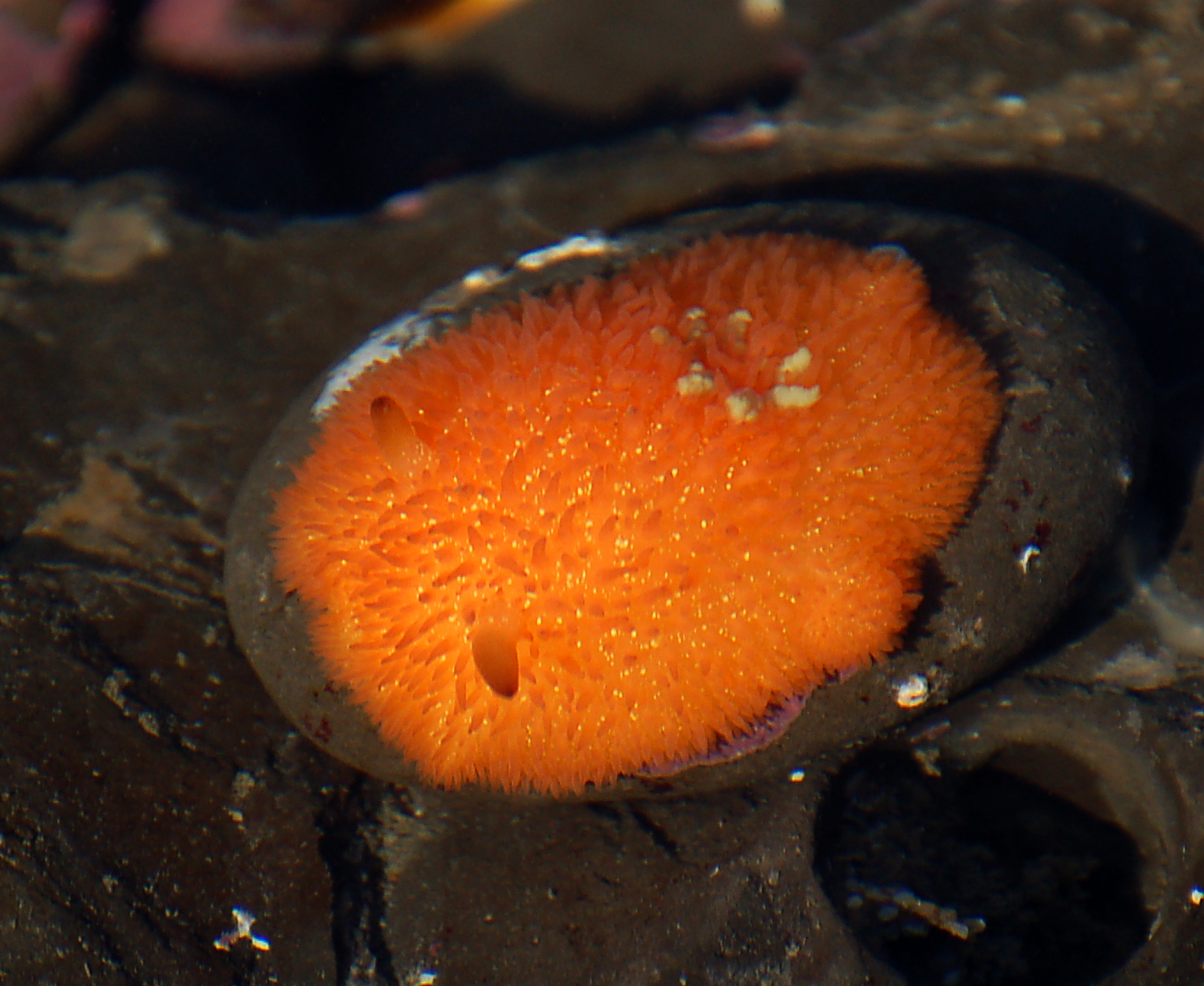
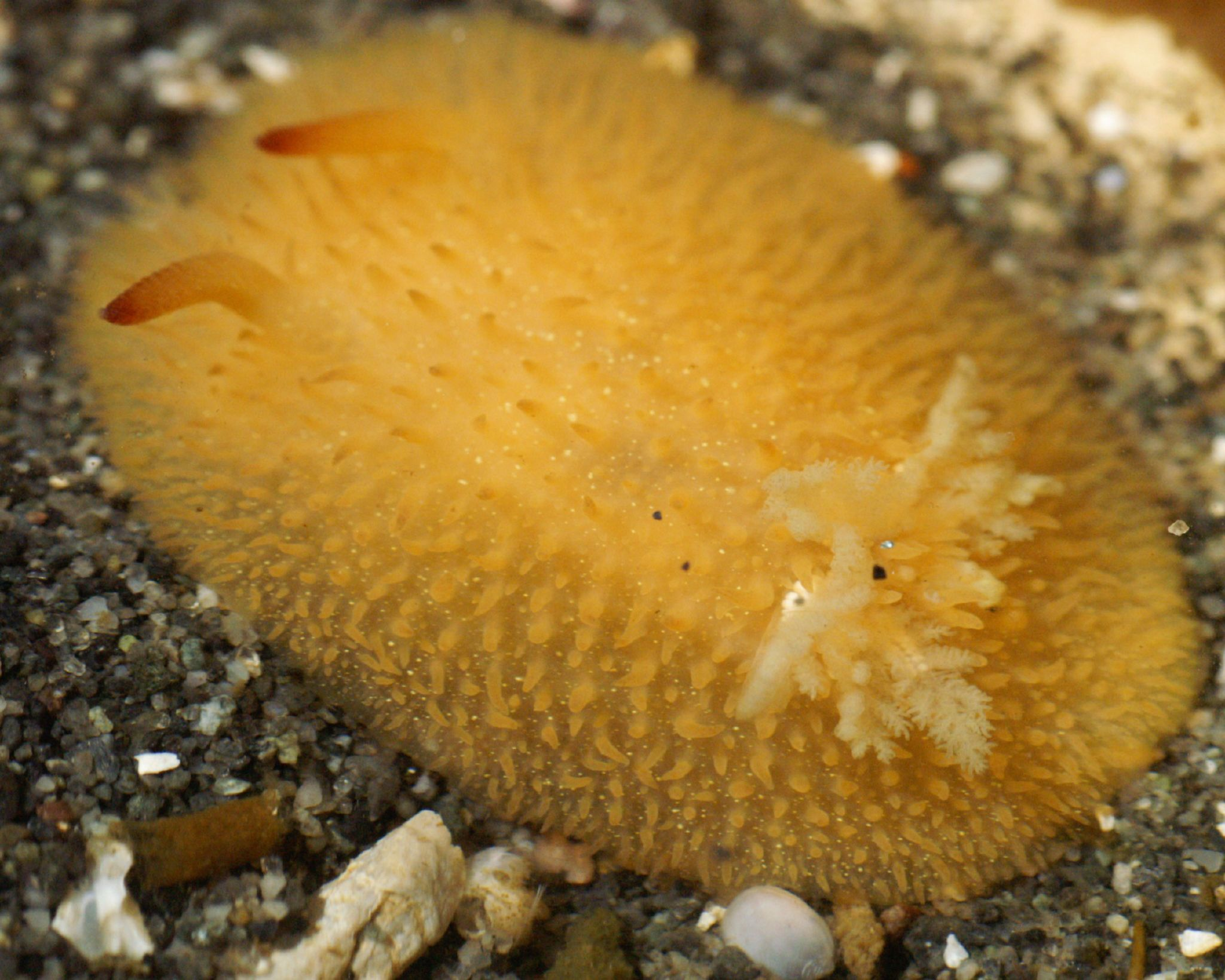
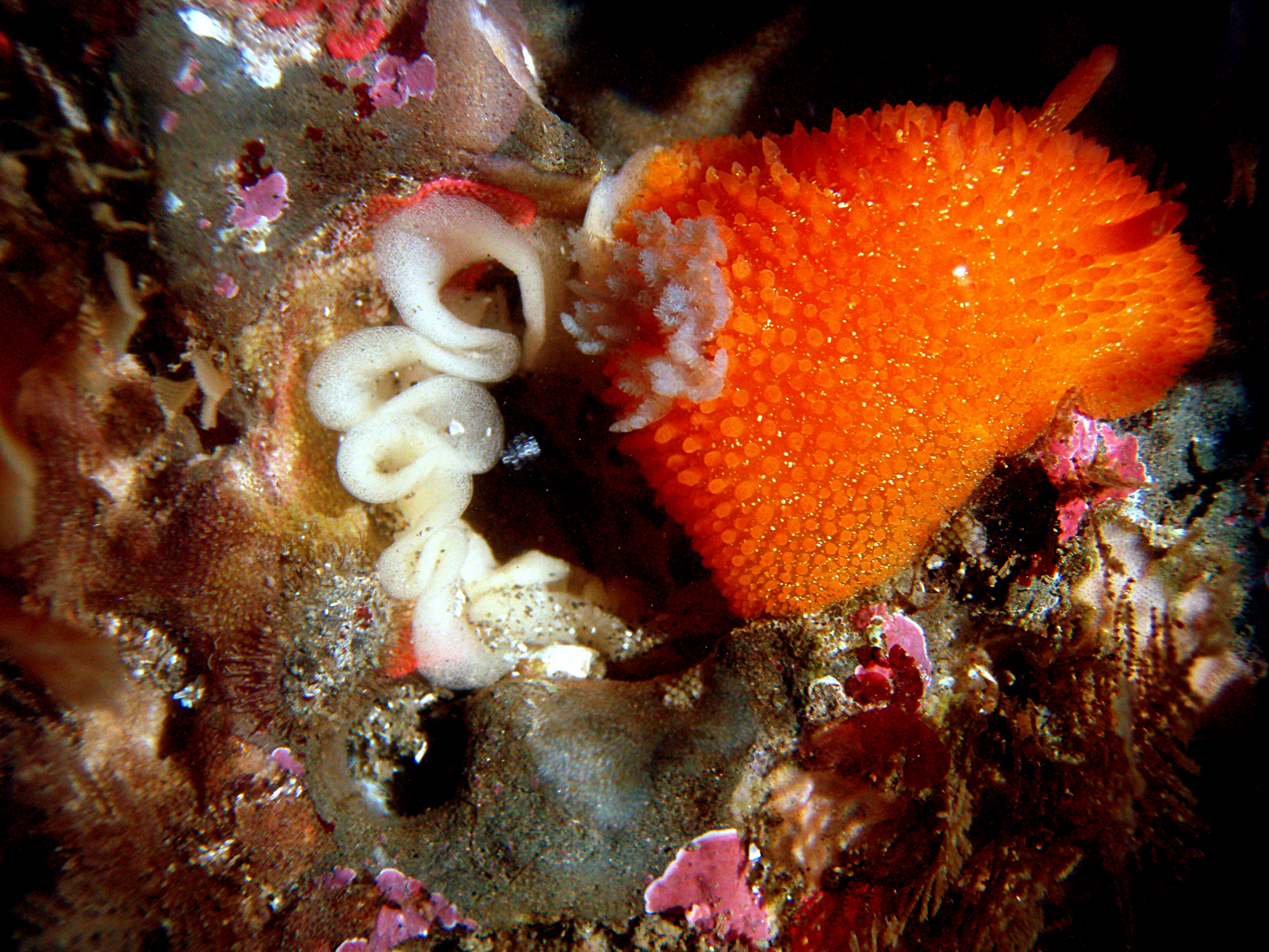
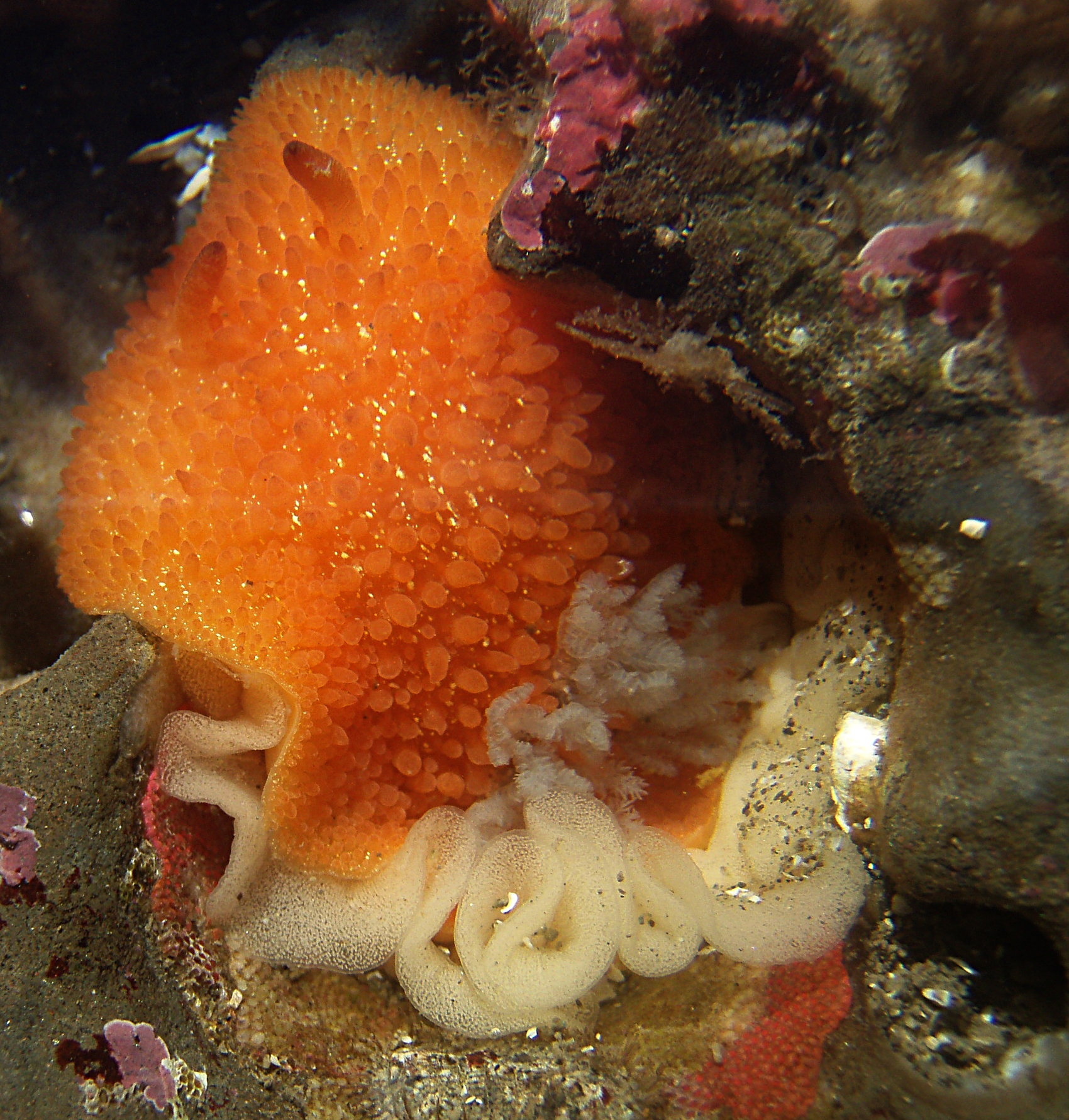